# Spirit Music
Spirit Music è un album di Bob Brookmeyer e della New Art Orchestra, pubblicato dall'etichetta Artistshare Records nel 2007.

## Tracce
1. The Door – 11:30 (Bob Brookmeyer)
2. New Love – 7:15 (Bob Brookmeyer)
3. Dance for Life – 7:00 (Bob Brookmeyer)
4. Happy Song – 7:23 (Bob Brookmeyer)
5. Alone – 12:14 (Bob Brookmeyer)
6. Silver Lining – 6:19 (Bob Brookmeyer)
7. The End – 9:55 (Bob Brookmeyer)

## Musicisti
- Bob Brookmeyer - trombone a pistoni, arrangiamenti conduttore musicale

- New Art Orchestra

- Thorsten Benkenstein - tromba
- Sebastian Strempel - tromba
- Torsten Maas - tromba
- Ekhard Baur - tromba
- Ruud Breuls - tromba
- Kirsty Wilson - french horn (solista - ospite)
- Marko Lackner - reeds
- Oliver Leicht - reeds
- Nils Van Haften - reeds
- Matthias Erlewein - reeds
- Edgar Herzog - reeds
- Dominik Stoger - trombone
- Christian Jaskjø - trombone
- Anders Wiborg - trombone
- Ed Partyka - trombone
- Kris Goessens - pianoforte
- Hendrik Soll - sintetizzatore
- Ingmar Heller - contrabbasso
- John Hollenbeck - batteria